# ناحية الدانا
ناحية الدانا إحدى نواحي سوريا تتبع إداريّاً لمحافظة إدلب منطقة حارم ومركزها مدينة الدانا، بلغ تعداد سكان الناحية 60,058 نسمة حسب التعداد السكاني لعام 2004.

## بلدات وقرى مركز الدانا
عقربات، أطمة، برج النمرة، الدانا، دير حسان (درحشان)، حرزة، كفردريان، قاح، سرمدا، صلوة، تل الكرامة، ترمانين، تلعادة.